# ピモジド
ピモジド（英: Pimozide）とは神経遮断薬の1つ。主に統合失調症の治療に用いられ、小児の自閉性障害にも効果がある。日本ではアステラス製薬より商品名オーラップとして承認された。

## 禁忌・注意
QT延長などの副作用がまれにみられるため、グレープフルーツジュースと服用してはならない。